# Geologisk Institut
Geologisk Institut var et institut ved Det Naturvidenskabelige Fakultet, Københavns Universitet. Den 1. februar 2007 blev instituttet fusioneret med Geografisk Institut og kom til at hedde Institut for Geografi og Geologi. Institutleder inden fusionen var geolog Hans Thybo.

## Fodnoter
1. ↑  "Om instituttet – Institut for Geografi og Geologi". Arkiveret fra originalen 11. marts 2011. Hentet 26. oktober 2010.

|  | Denne artikel kan blive bedre, hvis der indsættes geografiske koordinater Denne artikel omhandler et emne, som har en geografisk lokation. Du kan hjælpe ved at indsætte koordinater i wikidata. |